# بيوي أخضر
بيوي أخضر (الاسم العلمي:Contopus virens) (بالإنجليزية: Eastern Wood-pewee)‏ هو نوع من الطيور يتبع جنس البيوي من فصيلة عصافير الملك.

## معرض صور

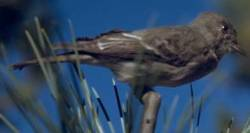
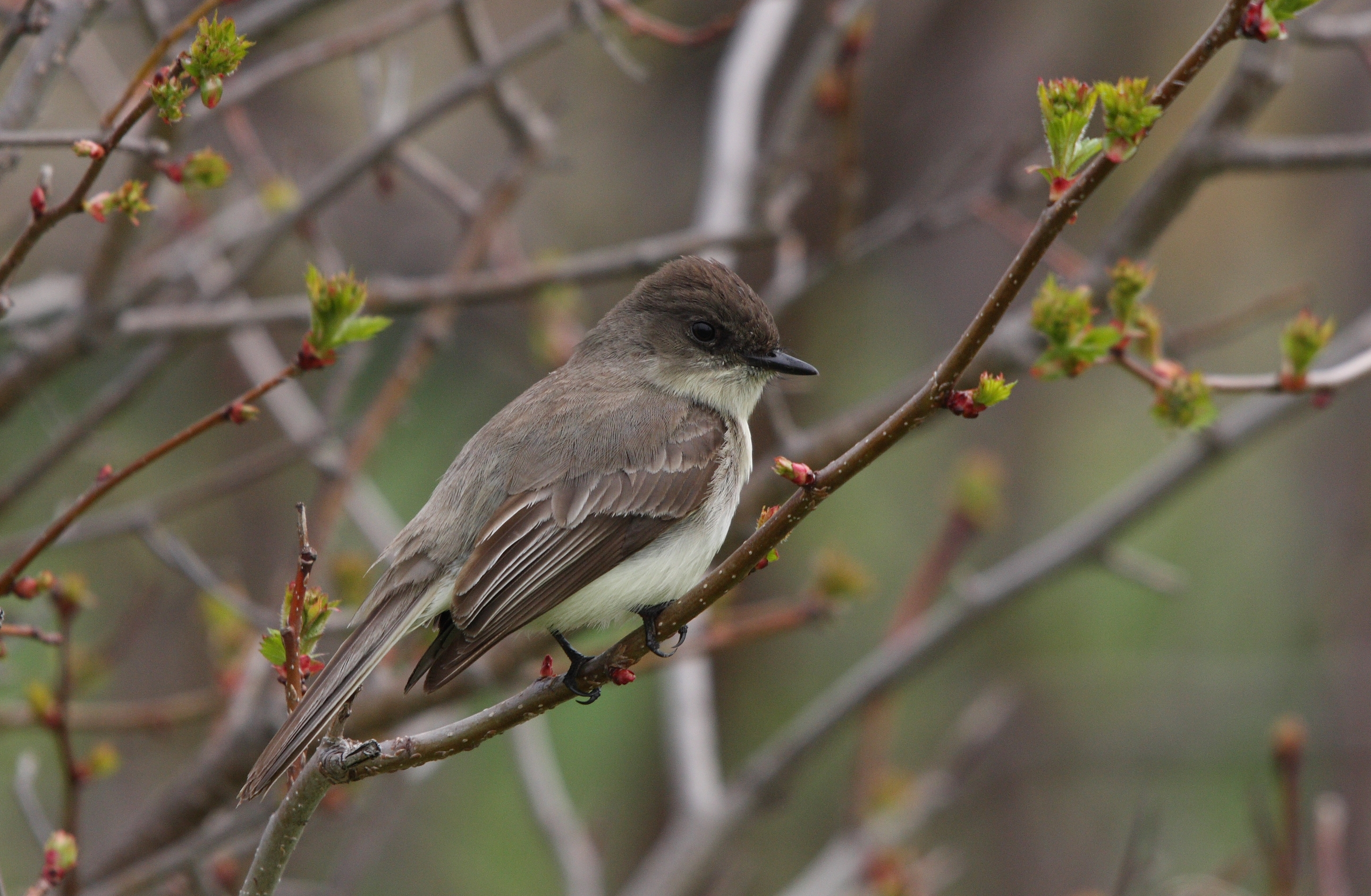
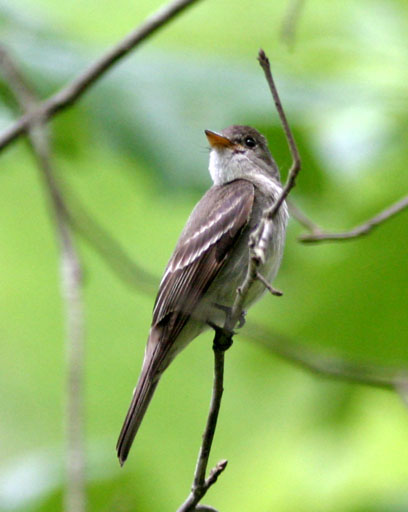
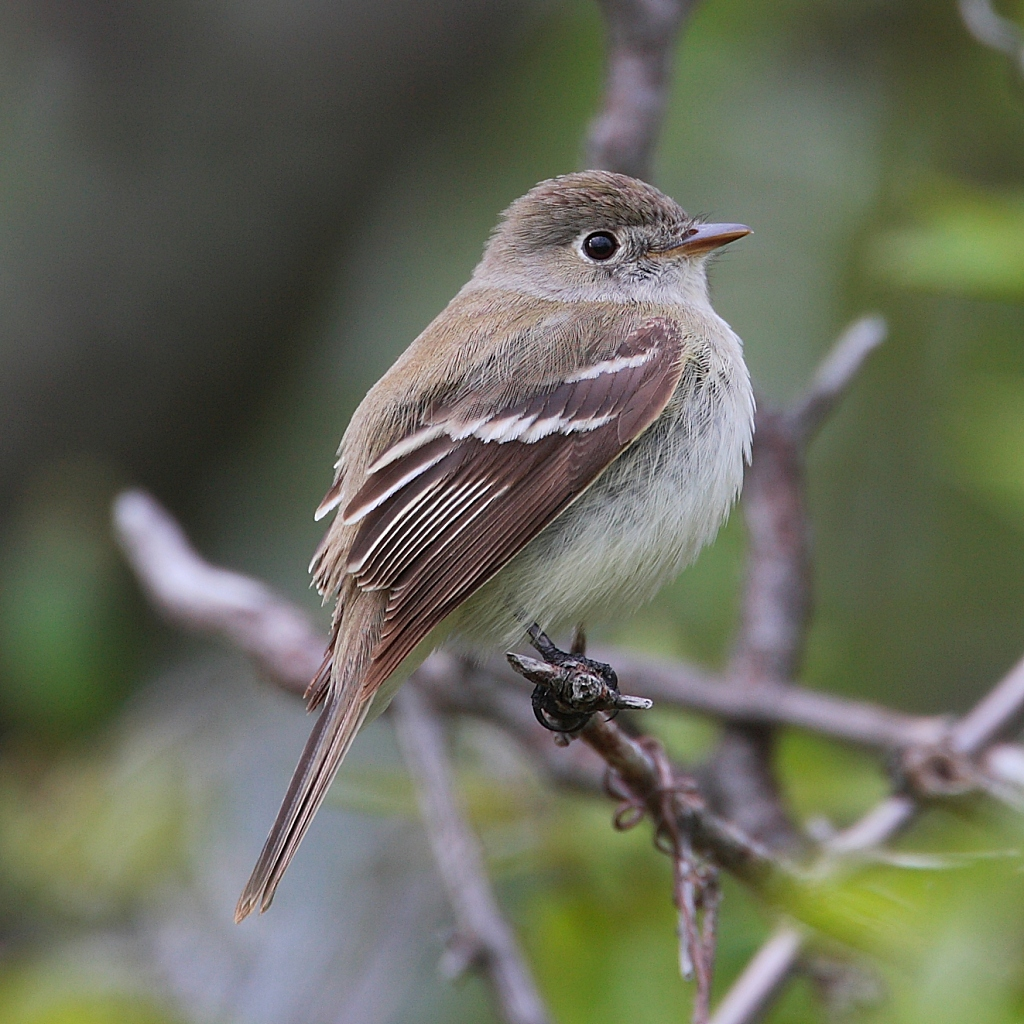